# Alice in Hell
Alice in Hell è il primo album in studio della thrash metal band canadese Annihilator pubblicato nel 1989 dalla Roadrunner Records.
L'album è un richiamo del thrash anni ottanta stile Metallica e Slayer, ma con un tocco di originalità sia nella parte compositiva che in quella chitarristica.

## Il disco
Il titolo dell'album è nato come una parodia di Alice in Wonderland (Alice nel Paese delle Meraviglie).

## Tracce
1. Crystal Ann – 1:41 (Waters)
2. Alison Hell – 5:01 (Bates, Waters)
3. W.T.Y.D. – 3:56 (Bates, Waters)
4. Wicked Mystic – 3:38 (Waters, Weil)
5. Burns Like a Buzzsaw Blade – 3:33 (Bates, Waters, Weil)
6. Word Salad – 5:50 (Waters)
7. Schizos (Are Never Alone), Pts. 1 & 2 – 4:32 (Waters)
8. Ligeia – 4:48 (Waters)
9. Human Insecticide – 4:50 (Waters, Bates)

Durata totale: 37:49

## Ristampe
L'album fu rimasterizzato 2 volte con l'aggiunta di 3 tracce demo: la prima volta nel 1998 e la seconda il 9 settembre 2003 in accoppiata con l'album Never, Neverland, per la raccolta Two From The Vault pubblicata dalla Roadrunner Records.

### Tracce
1. Crystal Ann – 1:41 (Waters)
2. Alison Hell – 5:01 (Bates, Waters)
3. W.T.Y.D. – 3:56 (Bates, Waters)
4. Wicked Mystic – 3:38 (Waters, Weil)
5. Burns Like a Buzzsaw Blade – 3:33 (Bates, Waters, Weil)
6. Word Salad – 5:50 (Waters)
7. Schizos (Are Never Alone), (Pts. 1 & 2) – 4:32 (Waters)
8. Ligeia – 4:48 (Waters)
9. Human Insecticide – 4:50 (Waters, Bates)
10. Powerdrain (Demo) – 2:49 (Waters)
11. Schizos (Are Never Alone), Parts I & II (Demo) – 4:18 (Waters)
12. Ligeia (Demo) – 4:58 (Waters)

Durata totale: 49:54

## Formazione
- Randy Rampage - voce
- Jeff Waters - chitarra, basso, cori
- Ray Hartmann - batteria